# Безымянный (приток Хурчана)
Безымянный — ручей в России, протекает по Хасынскому району Магаданской области. Длина ручья — 11 км.
Начинается на южном склоне вершины 1068,7. Течёт в юго-восточном направлении по долине, местами поросшей лесом. На склонах долины - горелый стланик. Впадает в Хурчан слева в 27 км от его устья ниже впадения Галлюцинации.

## Данные водного реестра
По данным государственного водного реестра России относится к Анадыро-Колымскому бассейновому округу, речной бассейн реки Колыма, речной подбассейн реки — Колыма до впадения Омолона, водохозяйственный участок реки — Колыма от Колымской ГЭС до впадения реки Сеймчан.
Код объекта в государственном водном реестре — 19010100212219000015436.